# یولیا شلوخینا
یولیا شلوخینا (انگلیسی: Yuliya Shelukhina؛ زادهٔ ۳۰ آوریل ۱۹۷۹) بازیکن والیبال اهل لهستان است.